# Bush Lady
Bush Lady er et album fra 1977 af den svenske sangerinde Monica Törnell.

Det var Törnells andet engelsksprogede album og blev indspillet i Rockfield Studios, nær Monmouth, Wales, fra den 20. februar til den 6. marts 1977. Producent og arrangør var den amerikanske trompetist Stephen Franckevich, tekniker Ted Sharp. Albummet har nummeret Mercury 6363 011.
Samme år udgav Törnell singlen "Katastrofen/Snowcold Day" (Mercury 6062 037). "Katastrofen" er samme sang som 1:7 på albummet, men med svensk tekst af Törnell selv.

## Numre

### Side 1
1. "Into the Mystic" (Van Morrison)
2. "Boys and Girls Together" (Jim Peterik, på coveret angives dog "Chase", det band, med Bill Chase i spidsen, som oprindeligt fremførte sangen)
3. "Drop Dead" (Monica Törnell)
4. "Bush Lady" (Stephen Franckevich)
5. "Rock'n Roll Widow" (Tom Snow)
6. "Outer Interlude" (Stephen Franckevich)
7. "Catastrophie" (musik: Monica Törnell, tekst: Stephen Franckevich)

### Side 2
1. "Ain't No Disco" (musik: Ulf Wakenius – Stephen Franckevich, tekst: Stephen Franckevich)
2. "Snowcold Day" (musik: Stephen Franckevich, tekst: Anthony Bannon)
3. "Ego" (musik: Lars Hallberg – Monica Törnell, tekst: Monica Törnell)
4. "Say Yes" (Stephen Franckevich)
5. "Necessarily Not" (musik: Monica Törnell – Stephen Franckevich, tekst: Monica Törnell)

## Medvirkende musikere
- Lars Ekholm, akustisk og elguitar
- Stephen Franckevich, sang, percussion, håndklapning, trompeter, flygelhorn
- Leif Fredriksson, trommer, percussion, baggrundssang, håndklapning
- Carl Axel Hall, keyboards, percussion
- Lars Hallberg, elbas (1:3 og 1:7)
- David Winter, elbas (ikke 1:3 og 1:7)